# Буркина Фасо на Светском првенству у атлетици у дворани 2024.
Буркина Фасо је учествовао на 19. Светском првенству у атлетици у дворани 2024. одржаном у Глазгову од 1. до 3. марта. Ово је његово десето учешће на светским првенствима у дворани. Репрезентацију Буркине Фасо представљао је 1 такмичар, који се такмичио у троскоку.,
На овом првенству представник Буркине Фасо је освојио 1 медаљу и то златну. Овим успехом Буркина Фасо је делио 9 место у укупном пласману освајача медаља.
У табели успешности према броју и пласману такмичара који су учествовали у финалним такмичењима (првих 8 такмичара) Буркина Фасо је са 1 учесником у финалу делио 23. место са 8 бодова.
| Пл.  | Земља        | 1. место | 2. место | 3. место | 4. место | 5. место | 6. место | 7. место | 8. место | Бр. фин. | Бод. |
| ---- | ------------ | -------- | -------- | -------- | -------- | -------- | -------- | -------- | -------- | -------- | ---- |
| =23. | Буркина Фасо | 1        | 0        | 0        | 0        | 0        | 0        | 0        | 0        | 1        | 8    |

## Учесници
Мушкарци:
- Уг Фабрис Занго — Троскок

## Освајачи медаља (1)

### злато(1)
- Уг Фабрис Занго — Троскок

## Резултати

### Мушкарци
| Атлетичар       | Дисциплина | Лични рекорд | Финале    | Финале | Детаљи |
| Атлетичар       | Дисциплина | Лични рекорд | Резултат  | Место  | Детаљи |
| --------------- | ---------- | ------------ | --------- | ------ | ------ |
| Уг Фабрис Занго | троскок    | 18,07        | 17,53 ЛРС |        |        |